# DO PARTY
「DO PARTY」（ド パーティー）はDOBERMAN INFINITYの5枚目のシングル。2017年5月10日にトイズファクトリーから発売。

## 収録曲

### CD
1. DO PARTY
2. Put Your Kicks Up

### DVD
1. 「DO PARTY」Music Video